# La principessa rana
La principessa rana è una fiaba popolare russa. La protagonista di questa fiaba è una ragazza molto bella di nome Vasilisa la Saggia (in russo Василиса Премудрая?, Vasilisa Premudraja), che solitamente è dotata di poteri magici, e che è costretta per un certo periodo a vivere sotto le sembianza di una rana. Fiabe con un intreccio simile sono note anche in alcuni paesi europei, per esempio in Italia e in Grecia.

## Intreccio
Secondo l'intreccio tipico della fiaba, il principe Ivan è costretto a sposare una rana, poiché la trova in seguito a un rituale: i principi scoccavano una freccia in modo casuale, e là dove fosse caduta avrebbero trovato la loro futura sposa.
La rana, a differenza delle mogli dei fratelli del principe Ivan, riesce ad adempiere perfettamente a tutte le prove cui lo zar, il suocero, la sottopone, o grazie alla magia (in una versione della fiaba), o ad alcune bambinaie (in un'altra). Quando lo zar invita Ivan e sua moglie a un banchetto, Vasilisa si presenta con le vesti di una ragazza bellissima. Il principe Ivan brucia di nascosto la pelle di rana della moglie, che è costretta ad abbandonarlo. Ivàn intraprende un lungo viaggio per cercarla, la trova nel palazzo di Koščej l'Immortale e la libera.

## Classificazione di Aarne-Thompson
Secondo il sistema di classificazione di Aarne-Thompson alla trama è assegnato il numero 402.

## Galleria d'immagini

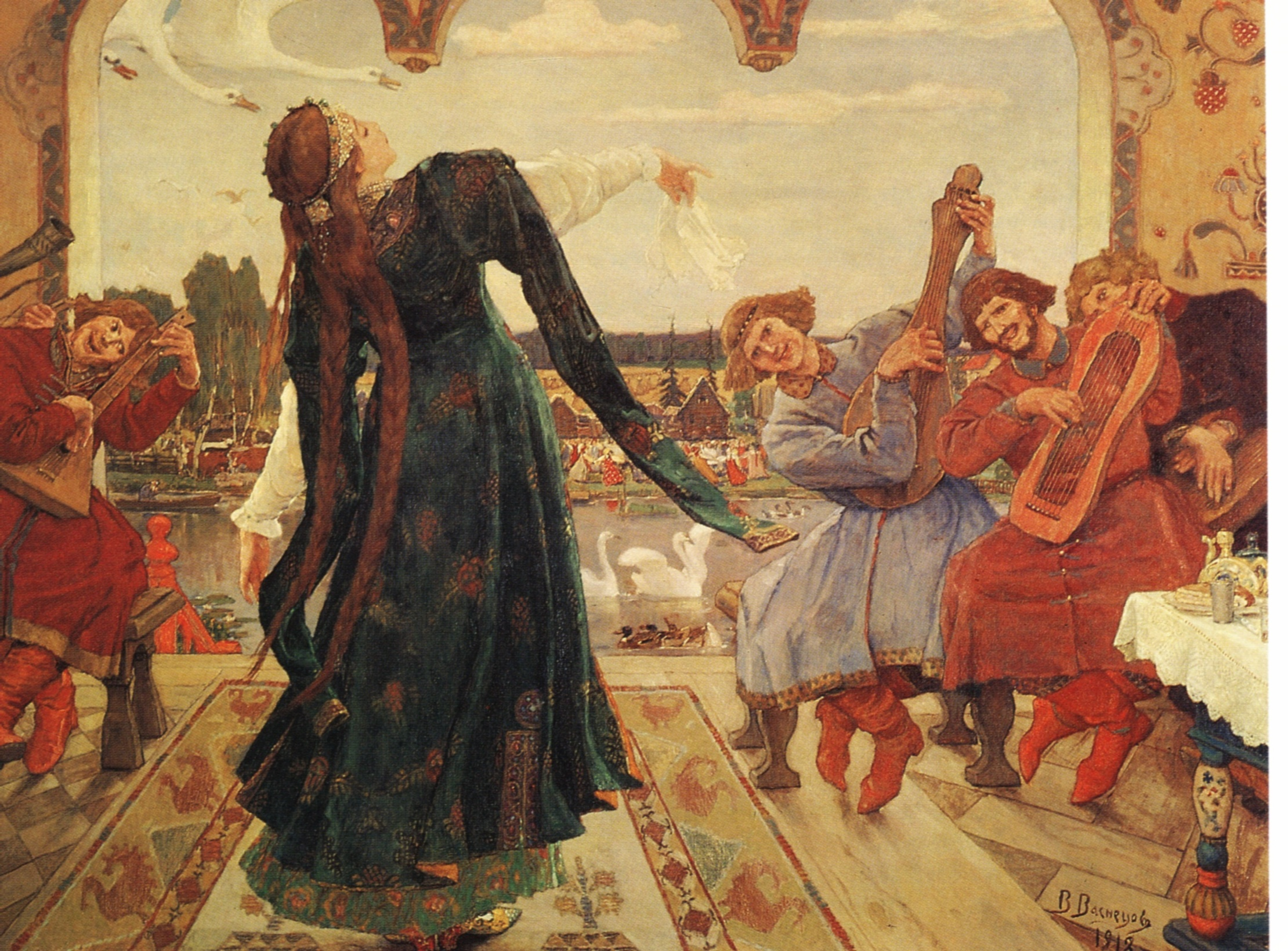
Viktor Vasnecov, «La principessa rana».
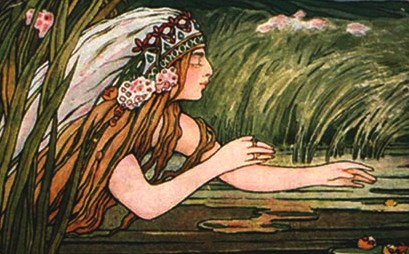
La principessa rana. Illustrazione del xx secolo.